# Wygnanka (Nadolany)
Wygnanka – część wsi Nadolany w Polsce, położona w województwie podkarpackim, w powiecie sanockim, w gminie Bukowsko.
W latach 1975–1998 Wygnanka położona była w województwie krośnieńskim.
Do roku 1772 województwo ruskie, ziemia sanocka. Od 1772 należała do cyrkułu leskiego, a następnie sanockiego w Galicji. Wieś została spalona podczas odwrotu wojsk rosyjskich spod Gorlic. Podczas trzydniowej bitwy w maju 1915 została spalona cała wieś oraz część Nadolan.
W połowie XIX wieku właścicielem posiadłości tabularnej Nadolany z Wygnanką był Wilhelm Poźniak.